# ユリアン・カイブリンガー
ユリアン・カイブリンガー（Julian Keiblinger、2001年5月18日 - ）は、オーストリア・ニーダーエスターライヒ州出身のサッカー選手。SKNザンクト・ペルテン所属。ポジションはディフェンダー。

## 経歴
6歳の時、地元クラブのSCジッツェンベルク/ライトリンクでサッカーを始める。2015-16シーズンから、当時オーストリア・ブンデスリーガ1部に属したSKNザンクト・ペルテンの育成部門に移籍する。
2019-20シーズン、SKNザンクト・ペルテンのU18からセカンドチーム（4部に所属）に昇格。
2021-22シーズン、オーストリア・ブンデスリーガ2部に所属する同クラブのトップチームに昇格した。トップチーム昇格以降、ポジションをMFからDFに変更した。
2021年7月、FCリーフェリング戦においてオーストリア・ブンデスリーガ2部デビューを果たす。
2022年5月、SKNザンクト・ペルテンと2025年夏まで契約を延長する。